# سالم زين عدس
سالم زين عدس هو شاعر يمني. ولد عام 1928 في قرية الوهط في محافظة لحج. تلقى تعليمه الأولي في الكتاب ثم علي يد عالم ديني في قريته. بدأ يقول الشعر في سن العشرين. عمل في البداية مزارعاً ثم بائع سجائر وفي عام 1972 عمل كاتباً ومساعداً للمحاسب في مؤسسة النقل والمؤسسات العامة حتى توفي في عام 1975. له العديد من القصائد الغنائية.